# Raon-l'Étape (tổng)
Tổng Raon-l'Étape là một tổng của Pháp, tọa lạc tại tỉnh Vosges trong vùng Lorraine của Pháp.

## Phân chia hành chính
Tổng Raon-l'Étape được chia thành 9 xã và khoảng 11 627 người (điều tra dân số năm 1999 không tính trùng dân số).
| Xã                    | Dân số | Mã bưu chính | Mã insee |
| --------------------- | ------ | ------------ | -------- |
| Allarmont             | 271    | 88110        | 88005    |
| Celles-sur-Plaine     | 840    | 88110        | 88082    |
| Étival-Clairefontaine | 2 401  | 88480        | 88165    |
| Luvigny               | 94     | 88110        | 88277    |
| Nompatelize           | 522    | 88440        | 88327    |
| Raon-l'Étape          | 6 749  | 88110        | 88372    |
| Raon-sur-Plaine       | 143    | 88110        | 88373    |
| Saint-Remy            | 428    | 88480        | 88345    |
| Vexaincourt           | 169    | 88110        | 88503    |

## Nhân khẩu
| 1962   | 1968   | 1975   | 1982   | 1990   | 1999   |
| ------ | ------ | ------ | ------ | ------ | ------ |
| 12 419 | 12 348 | 12 382 | 11 616 | 11 474 | 11 617 |

## Hành chính
| Ngày bầu                         | Tên            | Đảng | Tư cách                           |
| -------------------------------- | -------------- | ---- | --------------------------------- |
| Dữ liệu trước năm 2004 không rõ. |                |      |                                   |
|                                  | Michel Humbert | PS   | Retraité, thị trưởng Raon-l'Étape |